# Mädchen, die nach München kommen
Mädchen, die nach München kommen (Untertitel: Das geheime Sexleben der Olympiastadt) ist ein deutscher Erotikfilm aus dem Jahr 1972. 

## Handlung
Der Film schildert die Erlebnisse von fünf jungen Mädchen, die während der Olympischen Sommerspiele nach München fahren, um dort zu arbeiten und so viel Geld wie möglich zu verdienen. Das französische Aupairmädchen Cecile, die Kinderschwester Ina, die Hamburgerin Ellinor, die Hostess Anja, das Hippiemädchen Irma und die mondäne Betty bestehen dabei zahlreiche Abenteuer.

## Beschlagnahme
Obwohl die FSK den Film freigegeben hatte, wurde er von der Staatsanwaltschaft am Landgericht München I beschlagnahmt. Diese Staatsanwaltschaft wandte trotz der laufenden Diskussion über eine völlige Freigabe der Pornografie die bestehenden Paragrafen weiter kompromisslos an und beschlagnahmte noch eine Reihe weiterer von der FSK genehmigter Filme wie Krankenschwestern-Report, Frühreife Betthäschen und Mädchen mit offenen Lippen. Obwohl Horst von Hartlieb der Münchner Staatsanwaltschaft darlegte, wie sehr durch diese Beschlagnahmen  das Ansehen und sogar der Bestand der FSK bedroht werde, beharrten die Oberstaatsanwälte darauf, dass die Einstufung als verbotene Pornografie dem Gericht vorbehalten bleibe. Die Juristenkommission der SPIO führte daraufhin eigene Zusatzgutachten für Filmvorführungen in Bayern ein. Eine bundesweit einheitliche Regelung für die Beschlagnahme von Filmen beschloss der Bundestag dann mit der vierten Strafrechtsreform  im November 1973.

## Kritik
„Das Leben einiger Mädchen in München, die schnell zu viel Geld kommen wollen. Unter dem Vorwand eines soziologischen Berichts werden mit Klamauk versetzte Sexszenen aneinandergereiht.“